# Banksia ser. Quercinae
Série
Banksia ser. Quercinae est la dénomination botanique d'une série de plantes du genre Banksia, publiée pour la première fois par Meissner en 1856, mais qui fait l'objet de débats sur sa classification.